# Zmeinogorsk
Zmeinogorsk (del ruso: Змеиного́рск) es una ciudad rusa del krai de Altái. Localizada en la confluencia los ríos Aléi y Zmeievka. La localidad fue fundada en 1736 y obtuvo el estatus de ciudad en 1952.

## Demografía
| Gráfica de evolución de Zmeinogorsk entre 1897 y 2020 |
|                                                       |

## Geografía

### Clima
| Parámetros climáticos promedio de Zmeinogorsk | Parámetros climáticos promedio de Zmeinogorsk | Parámetros climáticos promedio de Zmeinogorsk | Parámetros climáticos promedio de Zmeinogorsk | Parámetros climáticos promedio de Zmeinogorsk | Parámetros climáticos promedio de Zmeinogorsk | Parámetros climáticos promedio de Zmeinogorsk | Parámetros climáticos promedio de Zmeinogorsk | Parámetros climáticos promedio de Zmeinogorsk | Parámetros climáticos promedio de Zmeinogorsk | Parámetros climáticos promedio de Zmeinogorsk | Parámetros climáticos promedio de Zmeinogorsk | Parámetros climáticos promedio de Zmeinogorsk | Parámetros climáticos promedio de Zmeinogorsk |
| Mes                                           | Ene.                                          | Feb.                                          | Mar.                                          | Abr.                                          | May.                                          | Jun.                                          | Jul.                                          | Ago.                                          | Sep.                                          | Oct.                                          | Nov.                                          | Dic.                                          | Anual                                         |
| --------------------------------------------- | --------------------------------------------- | --------------------------------------------- | --------------------------------------------- | --------------------------------------------- | --------------------------------------------- | --------------------------------------------- | --------------------------------------------- | --------------------------------------------- | --------------------------------------------- | --------------------------------------------- | --------------------------------------------- | --------------------------------------------- | --------------------------------------------- |
| Temp. máx. abs. (°C)                          | 8.1                                           | 8.4                                           | 19.3                                          | 30.3                                          | 36.5                                          | 36.1                                          | 39.6                                          | 37.1                                          | 35.1                                          | 27.7                                          | 19.7                                          | 8.2                                           | 39.6                                          |
| Temp. máx. media (°C)                         | -7.8                                          | -6.1                                          | 0.0                                           | 11.5                                          | 20.7                                          | 25.0                                          | 26.3                                          | 25.0                                          | 19.2                                          | 10.6                                          | 0.2                                           | -5.7                                          | 9.9                                           |
| Temp. media (°C)                              | -13.5                                         | -12.4                                         | -6.0                                          | 5.1                                           | 13.0                                          | 17.8                                          | 19.6                                          | 17.6                                          | 11.8                                          | 5.0                                           | -4.5                                          | -10.9                                         | 3.6                                           |
| Temp. mín. media (°C)                         | -19.1                                         | -18.7                                         | -12.1                                         | -1.3                                          | 5.3                                           | 10.5                                          | 12.9                                          | 10.1                                          | 4.4                                           | -0.7                                          | -9.3                                          | -16.0                                         | -2.8                                          |
| Temp. mín. abs. (°C)                          | -47.3                                         | -42.4                                         | -36.6                                         | -24.0                                         | -8.3                                          | -2.6                                          | 2.8                                           | -0.8                                          | -7.4                                          | -22.9                                         | -44.5                                         | -45.8                                         | -47.3                                         |
| Precipitación total (mm)                      | 43.6                                          | 38.1                                          | 42.7                                          | 48.0                                          | 62.9                                          | 62.2                                          | 87.6                                          | 52.3                                          | 46.0                                          | 67.8                                          | 71.6                                          | 58.7                                          | 681.5                                         |
| Fuente: Погода и климат Змеиногорска          |                                               |                                               |                                               |                                               |                                               |                                               |                                               |                                               |                                               |                                               |                                               |                                               |                                               |